# Pape Sarr
El-Hadji Pape Sarr (ur. 7 grudnia 1977 w Dakarze) – senegalski piłkarz grający na pozycji środkowego pomocnika. Posiada także obywatelstwo francuskie.

## Kariera klubowa
Sarr urodził się w Dakarze, a karierę piłkarską rozpoczął już we Francji, w zespole AS Saint-Étienne. W 1995 roku awansował do kadry pierwszego zespołu, a rok później zadebiutował w jego barwach w drugiej lidze. W ASSE od czasu debiutu był podstawowym zawodnikiem, a w sezonie 1998/1999 przyczynił się do awansu klubu do pierwszej ligi. W niej po raz pierwszy wystąpił 30 lipca 1999 w wyjazdowym meczu z AS Monaco (2:2). W 2000 roku zajął z Saint-Étienne 6. miejsce w Ligue 1, a w sezonie 2000/2001 spadł z nim do drugiej ligi.
Po spadku ASSE do drugiej ligi Sarr oszedł do RC Lens, w którym stał się piątym Senegalczykiem obok Ferdinanda Coly, Lamine Sakho, Papy Bouby Diopa i El Hadjiego Dioufa. W Lens nie osiągnął takiej formy jak w Saint-Étienne. W pierwszym sezonie rozegrał tylko 16 spotkań, a jego zespół został wicemistrzem Francji. W kolejnym zaliczył tylko jedno spotkanie, a większość czasu spędził grając w amatorskich rezerwach. Do składu Lens wrócił w 2003 roku, a w sezonie 2004/2005 zaliczył w nim tylko jedno spotkanie.
Na początku 2005 roku Sarr trafił do hiszpańskiego Deportivo Alavés. W Segunda División rozegrał 15 meczów i awansował z klubem do hiszpańskiej pierwszej ligi. Po sezonie wrócił do Francji. Przez pół roku występował w drugoligowym FC Istres, a w 2006 roku odszedł do Stade Brestois 29. W klubie z Brestu grał do lata 2007 i wtedy też odszedł do Paris FC z Championnat National. Następnie grał w AS Valence i Olympique Noisy-le-Sec.
| Sezon   | Klub                   | Kraj      | Rozgrywki            | Mecze | Bramki |
| ------- | ---------------------- | --------- | -------------------- | ----- | ------ |
| 1996/97 | AS Saint-Étienne       | Francja   | Ligue 2              | 38    | 1      |
| 1997/98 | AS Saint-Étienne       | Francja   | Ligue 2              | 18    | 4      |
| 1998/99 | AS Saint-Étienne       | Francja   | Ligue 2              | 34    | 5      |
| 1999/00 | AS Saint-Étienne       | Francja   | Ligue 1              | 30    | 2      |
| 2000/01 | AS Saint-Étienne       | Francja   | Ligue 1              | 26    | 5      |
| 2001/02 | RC Lens                | Francja   | Ligue 1              | 16    | 1      |
| 2002/03 | RC Lens                | Francja   | Ligue 1              | 1     | 0      |
| 2002/03 | RC Lens B              | Francja   | CFA                  | 9     | 0      |
| 2003/04 | RC Lens                | Francja   | Ligue 1              | 28    | 0      |
| 2004/05 | RC Lens                | Francja   | Ligue 1              | 1     | 1      |
| 2004/05 | RC Lens B              | Francja   | CFA                  | 4     | 0      |
| 2004/05 | Deportivo Alavés       | Hiszpania | Segunda División     | 15    | 0      |
| 2005/06 | FC Istres              | Francja   | Ligue 2              | 12    | 0      |
| 2005/06 | Stade Brestois 29      | Francja   | Ligue 2              | 13    | 1      |
| 2006/07 | Stade Brestois 29      | Francja   | Ligue 2              | 8     | 1      |
| 2007/08 | Paris FC               | Francja   | Championnat National | 26    | 4      |
| 2008/09 | Paris FC               | Francja   | Championnat National | 24    | 2      |
| 2009/10 | AS Valence             | Francja   | DH Rhône-Alpes       | ?     | ?      |
| 2010/11 | Olympique Noisy-le-Sec | Francja   | CFA                  | 5     | 0      |

## Kariera reprezentacyjna
W reprezentacji Senegalu Sarr zadebiutował w 2000 roku. W 2000 roku został powołany do kadry na Puchar Narodów Afryki 2000, a w 2002 roku przez selekcjonera Bruno Metsu na Puchar Narodów Afryki 2002 i Mistrzostwa Świata 2002. Na Mundialu wystąpił jedynie w zremisowanym 1:1 meczu z Danią. W kadrze Senegalu grał do 2004 roku.